# Elysius joiceyi
Elysius joiceyi är en fjärilsart som beskrevs av Talbot 1928. Elysius joiceyi ingår i släktet Elysius och familjen björnspinnare. Inga underarter finns listade i Catalogue of Life.